# Día de Castilla-La Mancha
El Día de Castilla-La Mancha es la jornada festiva de la comunidad autónoma española de Castilla-La Mancha. Se celebra el día 31 de mayo, conmemorando el aniversario de la constitución de las Cortes Regionales por primera vez en su historia. La primera vez que se celebró fue en 1984. En el acto se hace entrega de las Medallas de Oro de la Región y las Placas al Mérito Regional.

## Lugares donde se ha celebrado la festividad
La fiesta de la comunidad se ha convertido en un evento itinerante por todo el territorio castellano-manchego:
- 1984: Alcázar de San Juan (Ciudad Real).
- 1985: Guadalajara.
- 1986: Cuenca.
- 1987: Albacete.
- 1988: Consuegra (Toledo).
- 1989: Villarrobledo (Albacete).
- 1990: Tomelloso (Ciudad Real).
- 1991: Cuenca.
- 1992: Sigüenza (Guadalajara).
- 1993: Toledo.
- 1994: Toledo.
- 1995: Toledo.
- 1996: Toledo.
- 1997: Toledo.
- 1998: Manzanares (Ciudad Real).
- 1999: Villarrobledo (Albacete).
- 2000: Toledo.
- 2001: Puertollano (Ciudad Real).
- 2002: Talavera de la Reina (Toledo).
- 2003: Tarancón (Cuenca).
- 2004: Guadalajara.
- 2005: Valdepeñas (Ciudad Real).
- 2006: Hellín (Albacete).
- 2007: Quintanar de la Orden (Toledo).
- 2008: Las Pedroñeras (Cuenca).
- 2009: Toledo.
- 2010: Albacete.
- 2011: Toledo.
- 2012: Guadalajara.
- 2013: Cuenca.
- 2014: Talavera de la Reina (Toledo).
- 2015: Toledo.
- 2016: Ciudad Real.
- 2017: Cuenca.
- 2018: Talavera de la Reina
- 2019: Albacete
- 2020: Toledo
- 2021: Guadalajara.
- 2022: Puertollano (Ciudad Real)
- 2023: Manzanares (Ciudad Real)
- 2024: Toledo
- 2025: Albacete